# Trentepohlia (Mongoma) splendida
Trentepohlia (Mongoma) splendida is een tweevleugelige uit de familie steltmuggen (Limoniidae). De soort komt voor in het Oriëntaals gebied.